# Иероним (Музейи)
Митрополит Иероним Музейи (англ. Metropolitan Jeronymos Muzeeyi; 18 марта 1962, Булопа, Бусога, Уганда) — епископ Александрийской православной церкви, митрополит Кампальский.

## Биография
Родился в православной семье. Его детство проходило в тяжёлые времена режима Иди Амина, стоившего стране сотен тысяч жизней.
Учился в Касакской начальной школе, Мемориальном Колледже Чва II и старших классах средней школы Кололо.
Юноша был близок к митрополиту Угандскому Феодору (Нанкьяме) и оставался при православной миссии в Намунгоне (пригороде Кампалы) в течение семи лет. Благодаря усердию и незлобивости епископ Анастасий (Яннулатос) решил было послать его учиться в Грецию.
В 1986—1991 годы обучался на богословском факультете Афинского университета, а в 1992 году поступил в аспирантуру того же университета, которую окончил в 1996 году со степенью по каноническому праву.
В 1995 году был рукоположён в сан диакона целибатом, а в 1996 году — во пресвитера.
По возвращении в Уганду, в течение года служил главным эпитропом Кампальской митрополии. В 1997 году был переведён в Танзанию, где становится эпитропом новообразованной Букобской епархии (в пределах северо-западной Танзании).
23 ноября 1999 года решением Священного Синода он был избран на должность епископа Букобского.
11 декабря 1999 года в Дар-эс-Саламе состоялась его епископская хиротония.
В его ведении здесь находилась быстро растущая епархия, составившая к 2001 году около 25 тысяч верующих, разбросанных на обширных и труднодоступных пространствах, чрезвычайно бедных и с недостаточным количеством духовенства. Уделял значительное внимание открытию новых церквей и школ, в которых видел главный залог утверждения общин и расширения миссии.
Православная церковь в Танзании значительно выросла под духовным руководством высокопреосвященного Иеронима, митрополита Мванзы, ведущего активную миссионерскую деятельность. За 10 лет его служения число приходов увеличилось более чем в три раза, число верующих — более чем вдвое.
23 ноября 2007 года Букобская епархия была переименована во Мванзинскую и при этом становилась митрополией.
В октябре 2015 года в Шамбези в составе делегации Александрийской православной церкви участвовал в Пятом Всеправославном предсоборном совещании.
12 января 2022 решением Священного Синода Александрийского патриархата назначен митрополитом Кампальским, ипертимом и экзархом всей Уганды.